# Rayvien Rosario
Rayvien Rosario (Willemstad, 11 april 2004) is een Nederlands-Curaçaos voetballer die doorgaans als aanvaller speelt. Hij verruilde in 2024 Sparta Rotterdam voor Excelsior Rotterdam.

## Clubcarrière

### Sparta
Rosario begon met voetballen in Den Haag, bij HDV en WIK. Na een periode bij VCS werd hij opgenomen in de jeugdopleiding van Sparta Rotterdam. Op 22 maart 2022 debuteerde hij voor Jong Sparta Rotterdam in de Tweede divisie, tegen V.V. IJsselmeervogels (2-1). In totaal speelde hij 48 wedstrijden voor Jong Sparta, waarin hij zes keer scoorde.
Op 19 februari 2023 debuteerde Rosario in het eerste van Sparta, tegen Ajax (0-4). Hij kwam in de 91e minuut in de ploeg voor Koki Saito. Hij kreeg nog zes invalbeurten in de Eredivisie. Op 20 december 2023 mocht hij een halfuur spelen in de bekerwedstrijd tegen ADO Den Haag (0-2). 

### Excelsior
Medio 2024 verkaste Rosario naar Excelsior Rotterdam, dat net gedegradeerd was naar de Eerste divisie. Hij debuteerde op 25 augustus 2024 tegen Vitesse (1-1). Hij begon in de basis, maar werd in de rust gewisseld voor Seydou Fini.

## Interlandcarrière
Rosario werd geboren in Willemstad op Curaçao en mocht dus uitkomen voor zowel Nederland als Curaçao. Hij werd geselecteerd voor Curaçao en debuteerde op 6 juni 2024 in een kwalificatiewedstrijd voor het WK 2026 tegen Barbados (4-1). Hij kwam in de 79e minuut in de ploeg voor Juninho Bacuna. Drie dagen later mocht hij tegen Aruba na de rust invallen voor Godfried Roemeratoe.

## Statistieken
| Seizoen | Club                  | Competitie     | Competitie | Competitie | Beker | Beker | Overig | Overig | Totaal | Totaal |
| Seizoen | Club                  | Competitie     | Wed.       | Dlp.       | Wed.  | Dlp.  | Dlp.   | Dlp.   | Wed.   | Dlp.   |
| ------- | --------------------- | -------------- | ---------- | ---------- | ----- | ----- | ------ | ------ | ------ | ------ |
| 2021/22 | Jong Sparta Rotterdam | Tweede divisie | 5          | 0          | –     | –     | –      | –      | 5      | 0      |
| 2022/23 | Jong Sparta Rotterdam | Tweede divisie | 25         | 3          | –     | –     | –      | –      | 25     | 3      |
| 2022/23 | Sparta Rotterdam      | Eredivisie     | 1          | 0          | 0     | 0     | 0      | 0      | 1      | 0      |
| 2023/24 | Sparta Rotterdam      | Eredivisie     | 6          | 0          | 1     | 0     | 0      | 0      | 7      | 0      |
| 2023/24 | Jong Sparta Rotterdam | Tweede divisie | 18         | 3          | –     | –     | –      | –      | 18     | 3      |
| 2024/25 | Excelsior Rotterdam   | Eerste divisie | 9          | 0          | 1     | 0     | 0      | 0      | 10     | 0      |
| Totaal  | Totaal                | Totaal         | 64         | 6          | 2     | 0     | 0      | 0      | 66     | 6      |

Bijgewerkt op 16 juni 2025.